# Bongpyeong-myeon
Bongpyeong (Bongpyeong-myeon) est une commune (myeon) du district de Pyeongchang de la province de Gangwon en Corée du Sud.

## Géographie
Sa surface est de 217,41 km2 pour une population de 5 545 habitants en 2008. Sur son territoire se trouve le Bokwang Phoenix Park, une station de ski ayant accueilli des épreuves des Jeux olympiques d'hiver de 2018.